# Lunderskov
Lunderskov é um município da Dinamarca, localizado na região sudeste, no condado de Vejle.
O município tem uma área de 95,71 km² e uma  população de 5 478 habitantes, segundo o censo de 2005.